# Lyngby Kunstforening
Lyngby Kunstforening er en forening af frivillige, der i 1952 blev sat i verden for at skabe gensidig forståelse mellem kunstens udøvere og det større publikum, og være bindeled af en mere lokalbetonet karakter mellem kunstnere og befolkningen. 
Foreningens formål er at fremme interessen for kunst ved at arrangere udstillinger, møder, arrangementer og kunstrejser. Foreningen kan også yde støtte til kunstneriske projekter og kunstnerisk udsmykning efter forudgående godkendelse på en generalforsamling.
Lyngby Kunstforening vælger blandt bestyrelsens medlemmer udstillingsudvalg bestående af billedkunstnere, arkitekter, designere, m.fl. og udstillerne vælges således ved kunstfaglig censorering. Bestyrelsesmedlemmer varetager ophængning og nedtagning, og pressekontakt. Der indkøbes kunstværker af udstillerne, som bortloddes ved den årlige generalforsamling.
Lyngby Kunstforening udstiller i Portnerboligen ved Sophienholm, Kgs. Lyngby og lejlighedsvis i Cobra-rummet i Staldbygningen.
Lyngby Kunstforening har en samarbejdsaftale med Lyngby-Taarbæk Kommune, som stiller bygningen til rådighed for foreningens udstillingsformål.

## Baggrund
Ideen om at oprette Lyngby Kunstforening bliver til i billedhugger Johannes Hansens atelier i en samtale mellem maleren Knud Mühlhausen, forfatter Cai M. Woel, Johannes Hansen selv og borgmester Paul Fenneberg. På Rådhuset har man fået øje på det faktum, at der er bosat et betydeligt antal kunstnere i kommunen, og man ser her et potentiale. Kunstnerne indbydes til møde, og foreningen stiftes 29. april 1952.  
I løbet af kort tid melder mere end hundrede medlemmer sig ind. Deres navne kan læses i det katalog, som udkommer med den første udstilling, Lyngby Kunstnere, der finder sted på Rådhuset 8.-16. november 1952. Her udstiller 47 kunstnere maleri, skulptur, grafik og keramik. Udstillingen fortsætter endda blandt byens handlende, som opfordres til at støtte det nye kulturelle fyrtårn.
Til bestyrelsens formand vælges borgmester Paul Fenneberg, næstformand maleren Knud Mühlhausen, der har tegnet foreningens logo, samt arkitekt Edwin Christiansen, billedhugger Johannes Hansen, direktør L. Hartmann, komponisten Svend Erik Tarp (sv), landsretssagfører O. Pers - og efter pres fra kvindesiden også grafikeren Jane Muus og maleren Augusta Thejll Clemmensen. Som sekretær og kassererske virker Ida Groot, der er ansat på Rådhuset.
Medlemskabet giver i 1952 rabat på adgangen til Charlottenborg (Forårs- og Efterårsudstillingerne), Corner, Decembristerne, Den Frie Udstilling, Grønningen, Kammeraterne, Koloristerne og Kulingen.
Forfatteren Cai M. Woel udtrykker håbet om, at der kan tages afsked med Trommesal og kunstens dørsælgere, og at kommunens unge familier på Lyngby Kunstforenings udstillinger gør sig fortrolige med, hvad moderne, værdifuld dansk malerkunst byder på, samt at der skabes et sted for vejledning og formidling omkring kunstneriske spørgsmål. En vision, foreningen deler den dag i dag.

### Danmarks første udstilling medPicassoog besøg af Fresker fraFirenze
Fra begyndelsen rækker visionerne ud over Lyngby-Taarbæk, sådan som det fremgår af artiklen, der kaldes foreningens Dåbsattest, skrevet til det første katalog i november 1952 af Paul Fenneberg.
Den mest besøgte og mest markante satsning bliver Danmarks første udstilling med værker af Pablo Picasso. Den fandt sted i regi af Lyngby Kunstforening i 1954 og tiltrak ikke mindre end 18.000 gæster fra ind- og udland til salene på Lyngby Rådhus. Udstillingen var kommet i stand, efter borgmester Fenneberg personligt rejste til Vallauris (sv) i Sydfrankrig og bankede på hos mesteren, som havde overhørt de forudgående breve og telegrammer. Picasso lod sig overtale, og udstillingen af Picassos grafik og keramik blev en international begivenhed, som skaffede Lyngby omtale i den danske verdenspresse.
En bragende succes var Fresker fra Firenze. Arno-floden havde i 1966 oversvømmet en stor del af Firenze, hvilket betød, at mange af de uerstattelige frescomalerier i kirkerne blev beskadigede. Nogle danske konservatorer var med til at redde mange af kunstværkerne, og som tak for denne indsats fik Lyngby Kunstforening i 1974 lov til at låne nogle af værkerne. Kunstforeningen havde ikke lokaler, der kunne rumme den omfattende udstilling, så man planlagde at vise dem i kapellet på Lyngby Parkkirkegård. Men ak, værkerne kunne ikke være der. Hvad gjorde formanden? Han byggede kapellet om, så der blev plads, fortæller Aage Schjødt ved 60-års jubilæet.
Med Louisianas åbning i 1958 skærpes profilen som resultat af konkurrencen om både publikums gunst og kunstnernes interesse for at udstille på Lyngby Rådhus. Foreningen fokuserer på samtidskunsten og gør plads for kunstneriske talenter under udvikling.

### Septemberudstillinger - Vinterudstillinger
Lyngby Kunstforening etablerer i 1961 den årligt tilbagevendende større gruppeudstilling under navnet Septemberudstillingen, som bliver budt velkommen af både kunstnere og publikum. Udstillingerne er gruppeudstillinger, kurateret af udvalgte kunstnere, og finansieret ved fondsstøtte, legater og tilskud fra lokale erhvervsdrivende, pengeinstitutter samt Lyngby-Taarbæk Kommune. Der blev udgivet fyldige kataloger til disse store, årlige udstillinger.
Fra 1961 blev udstillingerne afholdt på Lyngby Rådhus, og fra 1970 afholdes Septemberudstillingen - senere benævnt Vinterudstillingen på Sophienholm. Udstillingsrækken fortsætter i 50 år frem til januar 2021. I perioden 2002-2020 medvirker op imod 200 kunstnere fra ind- og udland på de årlige udstillinger i regi af Lyngby Kunstforening, som afholdes i Hovedbygningen på Sophienholm.

### Udstillingsrækken i perioden 2002-2020
- 2020 Den Vågne Drøm - Vinterudstillingen 2020/2021 var surrealistisk, metafysisk samtidskunst, præsenteret af 12 kunstnere. [3]
- 2019 Fuldt Flor - Midt i vintertiden præsenteredes blomster i konkret, overført og symbolsk form. 20 samtidskunstnere deltog.
- 2018 Kunst og Kærlighed - Carl-Henning Pedersen og Sidsel Ramson, samt plakatudstilling i Cobra-rummet i anledning af Cobra-jubilæum.
- 2017 Seeing the Unseen - En ordløs, sanselig verden, hvor stofligheden, stilheden, enkelheden, tomheden og fordybelsen tolkes af 9 kunstnere.
- 2016 tegn - Om tegning – ikke som skitser eller udkast, men som fremstillingsform af endelige værker, tolket af 20 kunstnere.
- 2015 00197 ROMA - Af danske billedkunstnere og forfattere, der havde opholdt sig længere tid på Det Danske Institut i Rom – postnr. 00197 Roma.
- 2014 Vintersol - Kunst, der skærpede børn og unges iagttagelsesevne og oplevelse af kunst - et samarbejde med flere lokale skoler.
- 2013 Form-Signage - 13 danske, tyske og engelske samtidskunstnere deltog på udstillingen Form-Signage om kunst og hverdagens formsprog.
- 2012 50’er kunst fra Erik Andreasens Samling - Lyngby Kunstforening fejrer 60-års jubilæum ved at udstille et udsnit af cobra og konstruktivisme fra professor dr.med. Erik Andreasens Samling, udlånt fra Glyptoteket. Foreningens 2. formand var fra 1949 en ivrig kunstsamler med sans for det nye.
- 2011 Classensgade 7 - Kunstnerhuset i Classensgade 7 et atelierfællesskab på Østerbro, viste værker af 19 udøvende billedkunstnere.
- 2010 Ingen Septemberudstilling. Ombygning og etablering af elevator på Sophienholm.
- 2009 Deformities of Speed - Fællesnordiske nye tendenser inden for samtidskunsten - maleri og skulptur af 14 kunstnere.
- 2008 natúrligvís - Fra Nordens Hus på Færøerne kom 17 nordiske kunstnere med emnet ’natur’ set fra samfundskritiske, tematiske, materialeeksperimenterende og ekspressive vinkler.
- 2007 Sofastykker - 14 kunstnere i dialog med beskuerne om kunstens position og rolle i den hverdag og virkelighed, der omgiver os.
- 2006 Maleriets 11 hjørner - En udstilling med et hold unge kvindelige billedkunstnere, der udforsker maleriet.
- 2005 My room - Otte kunstnere viser eksempler fra Londons kunstscene.
- 2004 C/O Sophienholm - Sophienholms historiske rammer i overraskende rumlige sammenhænge med skulptur, installation, maleri, video og foto.
- 2003 Nyt dansk landskabsmaleri - Seks malere med kærlighed til det klassiske og det nye danske landskabsmaleri.
- 2002 One place – and the other - Femten internationale kunstnere arbejdede et eksisterende sted og forestillingen om et sted.

## Beliggenhed
Lyngby Rådhus danner med enkelte afstikkere rammen for Kunstforeningens aktiviteter frem til 1970, hvor kommunens administration får pladsmangel og inddrager udstillingsarealerne. Men kun sjældent er det så galt med forandringer, at det ikke er godt for noget.
Lyngby Kunstforening får nye udfoldelsesmuligheder med de nye lokaler, først på Lyngby Hovedgade 17, hvor antallet af udstillinger vokser. Siden skiftes der adresse til Lyngby Hovedgade 26 (1977-2005), derfra til Jernbanepladsen 22 (2005-2018), hvor der igen bliver bud efter de kommunale kvadratmeter.
- Hver gang må der forhandles med kommunens instanser og gøres rede for den ambitiøse kunstforenings indsats. Hvad ansvaret for samtidskunsten i virkeligheden går ud på, hvad det kræver af indretning, lang tids planlægning, formidling, vægplads og sikrede rum og rammer, når der satses på at vise grundigt kvalificerede udstillinger. - Strategisk forståelse og gode forhandlingsevner er et nøglekrav til forpersonen af i dag, hvor økonomi og andre problemstillinger gang på gang erobrer førertrøjen, frem for motivationen for det egentlige mål - den fælles kulturelle indsats.
Fra januar 2019 får Lyngby Kunstforenings udstillinger domicil i Portnerboligen ved Sophienholm. Det giver synergi og fine muligheder for variation med de eksperimenterende udstillinger i Cobra-rummet og den årlige Septemberudstilling/Vinterudstilling i Hovedbygningen. Publikum strømmer til.
Lyngby Kunstforening præsenterer i perioden 2002-2021 mellem 20 og 25 udstillinger om året i kraft af det frivillige engagement.
Fra 2022 ændrer en ny ledelse på Sophienholm på traditionerne, og Kunstforeningen fratages muligheden for at arrangere den store årlige kuraterede Vinterudstilling i Hovedbygningen, og får kun begrænset adgang til at arrangere udstillinger i Cobra-rummet. Årsprogrammet består således af 10-12 udstillinger samt kunstrejser, endagsudflugter med bl.a. atelier- og museumsbesøg, medlemsmiddag, foredrag og debataftner samt artist talks.

## Cobra-loftet - juvelen på Sophienholm
Lyngby Kunstforenings stifter og første formand, borgmester Paul Fenneberg, køber i 1969 Cobra-loftet af egen lomme for 10.000 kr.
Det var blevet skabt under en kongres for CoBrA-kunstnere i Arkitekthytten i Bregnerød i 1949, udlejet til Asger Jorn af Arkitektskolens studerende. Men hverken hytten eller loftet blev efterfølgende tilstrækkeligt vedligeholdt, og begge dele måtte til sidst nedtages. Virtus Schade førte en mangeårig kamp for at redde loftet fra fuldstændigt at gå til grunde i Arkitekthytten, der i mellemtiden var blevet solgt til FDF-spejdere. Flere betydelige museer og fonde samt Kulturministeriet afslog at påtage sig ansvaret.
Efter flere års avispolemik og et nødråb i Berlingske Tidende træder den kunstinteresserede borgmester Fenneberg til og sørger for, at Falck-Zonen saver loftet ud af hytten, så dette vidnesbyrd om CoBrA-gruppens tankegange og udtryksformer kunne overleve. Efter grundig restaurering bliver det placeret bag de mørke porte i Vognporten i Staldbygningen på Sophienholm.
Da borgmester Fenneberg dør i 1982, efterlader han sig en betydelig arv, som tilfalder dels hans efterladte hustru og dels - ganske unikt - også Lyngby Kunstforening. Herunder det nu ganske berømte og værdifulde Cobra-loft.
For at få den vanskelige bodeling til at gå op overdrager Kunstforeningen sin andel af ejerskabet til kommunen, med hvem der var et udstrakt tillidsfuldt samarbejde. Lyngby-Taarbæk Kommune kan derefter frikøbe Cobra-loftet af enken, og således sikres den fortsatte placering af Cobra-loftet på Sophienholm i overensstemmelse med Paul Fennebergs intention.
Kunstforeningen har gennem de mange år dedikeret sine udstillinger til samtidskunst og til udviklingen af kunstnerisk talent.
Kunstforeningens 2. formand, kunstsamleren professor Erik Andreasen, som indgik aftalen om afståelse af ejerskabet af Cobra-loftet, ser en mulighed for at udbygge denne målsætning. Han foreslår i 1992 en ombygning af Vognporten, så rummet og Cobra-loftets placering kommer til at minde om den oprindelige skrå, dagslysbelyste fra Arkitekthytten, hvor loftet blev til og oprindeligt nød godt af det naturlige lys fra et ret stort vinduesparti. Forslaget bliver tegnet af arkitekt Søren Cock-Clausen, der havde været på stedet og kendte forholdene i Arkitekthytten. 
Lyngby-Taarbæk Kommune går ind på forslaget og restaurerer rummet med et stort flerrudet vindue ud til gårdspladsen på Sophienholm. Kunstforeningen aftaler med Lyngby-Taarbæk Kommune at arrangere løbende udstillinger i det rum, som nu får navnet Cobra-rummet, hvor publikum fremover kan komme og se Cobra-loftet i et smukt dagslys.
I perioden fra 2002 - 2021 vises udstillinger med talentfulde kunstnere - op mod 300 kunstnere når at udstille i perioden. 

### Gøgeungen der stjal lyset
I 2008 låner Kunstnersammenslutningen Corner lokalet i forbindelse med en af deres årlige udstillinger på Sophienholm, og her bliver der opsat en samling malede ruder uden på det eksisterende vinduesparti, skabt af medvirkende kunstnere. Corner-udstillingen efterlader installationen i bedste mening, men det giver anledning til hele ti års tovtrækkeri og polemik, før ruderne forsigtigt bliver nedtaget og deponeret i forbindelse med fejring af 70-års jubilæet for Cobra-gruppen i 2018. Stor er glæden hos Kunstforeningen, som fandt en overkommelig økonomisk løsning i samarbejde med Per Steen Hebsgaards Glasværksted.
Hos kunstnerne, der skal udstille i Cobra-rummet, bliver det positivt modtaget, at dagslyset atter kan strømme ind. Kontakten til publikum bliver genoprettet, og det bliver lettere at tiltrække de besøgende. Det havde været en dunkel oplevelse at arrangere udstillinger bag det farvede glas og nedrullede gardiner. 

## Tidslinje
- 29. april 1952 - Lyngby Kunstforening stiftes med borgmester Paul Fenneberg som formand 1952-1982.
- 1982 - 1992 Erik Andreasen, professor dr. med og kunstsamler er formand.
- 1992 - 1992 Ahlmann Dyrhagen er formand en kortere periode, hvorefter næstformand tandlæge Aage Schjødt konstitueres.
- 1994 - 2002 Rolf Aagaard-Svendsen er formand, frem til han vælges som borgmester i Lyngby-Taarbæk Kommune.
- 2002 - 2003 Ole Mølskov Bech er formand en kort periode til han udstationeres i udlandet.
- 2004 - 2010 John Wichmann er formand.
- 2010 - 2022 Arkitekt Lis Langvad er formand.
- 2022 - .... Finn E. Kristensen er formand

## Milepæle
1994 Lyngby Kunstforening bidrager til grundstensdokumentation ved opførelsen af domicil for Microsoft på Kanalvej.
1996 Lyngby Kunstforening repræsenteres på Københavns Museum med en tidskapsel indeholdende miniatureværker skabt af Lyngby-kunstnere. Tidskapslen returnerede til Lyngby Kunstforening efter udstilling på Københavns Museum i sommeren 2022.